# Classe Nibbio
Pour les articles homonymes, voir Nibbio.

La classe Sparviero « épervier » ou classe Nibbio « faucon » est une classe d'hydroptères de la marine italienne. La classe se compose de onze bateaux dont huit pour la marine italienne construits dans les années 1970 et trois pour la marine japonaise construits sous licence Fincantieri au Japon par Sumitomo Heavy Industries au milieu des années 1990 :
- Sparviero (P 420) (prototype)
- Nibbio (P 421) (type bateau de la classe Nibbio)
- Falcone (P 422)
- Astore (P 423)
- Grifone (P 424)
- Gheppio (P 425)
- Condor (P 426)

## Histoire
La marine des États-Unis, l'US Navy, durant les années 1950-60 recherchait la possibilité de disposer de navires d'attaque lance missiles rapides et prenant référence sur l'hydroptère inventé par Enrico Forlanini en 1898, engagea une étude qui aboutit à la construction de prototypes expérimentaux. Le premier fut l'USS High Point en 1963, suivi de l'USS Flagstaff en 1966 et de l'USS Tucumcari en 1968. C'est l'amiral Armo Zumwalt qui fut à l'origine d'un groupe de projet multinational sous la houlette de l'OTAN, qui réunit les responsables des marines allemandes, italienne et américaine. Ce groupe a été créé en novembre 1972 sous le nom "NATO PHM Project Office and Steering Committee".
Satisfaits des résultats de leur dernier prototype, l'USS Tucumcari, l'étude du nouvel hydroptère débuta avec comme référence les caractéristiques de ce bateau de presque 70 tonnes. Le programme prévoyait la fabrication de trente exemplaires, répartis entre les trois pays. L'Allemagne, la première repoussa la confirmation de commande, les États-Unis diminuèrent la leur de dix à six. Le projet sombra, mais l'Italie comme les États-Unis poursuivirent les études de manière totalement indépendante. Les Etats-Unis construisirent 6 bateaux de la Classe Pegasus immatriculés PHM (Patrol Hydrofoil Missile) PHM 1 à 6, classe Pegasus. L'Italie réalisa la Classe Nibbio ou Sparviero du nom du 2ème bateau de la série.
L'hydroptère Sparviero a été développé au début des années 1970 après une première étude de faisabilité réalisée en coopération avec l'US Navy et la Bundesmarine. Sur la base du Sparviero, de 1973 à 1983, six autres navires, légèrement modifiés, forment ensemble la Classe Nibbio. Le terme «Classe Sparviero» fait souvent référence aux sept bateaux mentionnés ci-dessus, mais à proprement parler, il s'agit d'un seul bateau suivi de la Classe Nibbio distincte.
Les bateaux de la Classe Sparviero et Nibbio disposent d'une puissance de feu énorme pour leur petite taille. Ils ont un canon Oto Melara de 76 mm et deux lance-roquettes pour les missiles anti-navires OTOMAT Mk2 ou MILAS. Leur vitesse maximale est de 50 nœuds (93 km/h), mais à cette vitesse, ils n'ont qu'un rayon d'action de 700 kilomètres et occasionnaient des coûts comparativement élevés pendant l'exploitation. Tous les bateaux sont stationnés à Brindisi, dans la région des Pouilles, dans le Sud de l'Italie et ont opéré principalement dans la mer Adriatique, le détroit d'Otrante et dans des détroits comparables. La tactique du commandement hydroptère (Comando Squadriglia Aliscafi - COMSQUALI) consiste, entre autres, à se mélanger en haute mer avec les bateaux de pêche, pour permettre de lancer des attaques surprises contre des navires de guerre beaucoup plus gros. L'inconvénient des hydroptères est qu'ils ne peuvent être utilisés efficacement que dans des mers relativement calmes.

## La version japonaise
La marine japonaise a porté un intérêt particulier sur ces navires dont la technique de combat était parfaitement bien maitrisée par les officiers nippons. Elle voulait compter 9 navires similaires de la Classe Sparviero du type PG 01, légère variante de la classe Sparviero. Les arsenaux japonais de la société Sumitomo Heavy Industries ont acquis une licence de fabrication auprès de l'italien Fincantieri et construit un premier lot de trois bateaux mis en service de 1991 à 1993. La marine japonaise a dû renoncer à compléter sa commande avec les 7 autres navires, vraisemblablement en raison de problèmes budgétaires. Elle opta en faveur d'unités conventionnelles.

## Désarmement
La marine italienne a désarmé ses bateaux au milieu des années 1990 en raison de la situation politique mondiale et s'est limitée aux navires de patrouille conventionnels et aux corvettes.